# مطار أولانهوت
مطار أولانهوت (بالصينية: 乌兰浩特依勒力特机场) هو مطار في أولانهوت، منغوليا الداخلية، الصين (إياتا: HLH، إيكاو: ZBUL).

## شركات الطيران والوجهات
| شركـات طيـران          | الوجهات                                           |
| ---------------------- | ------------------------------------------------- |
| طيران الصين            | مطار بكين العاصمة الدولي                          |
| خطوط شرق الصين الجوية  | مطار شانغهاي هونغكياو الدولي، مطار تيانجين الدولي |
| China Express Airlines | مطار أركسان يبرشي، مطار هوهوت بايتا الدولي        |
| China United Airlines  | مطار بكين نانيوان، مطار هايلار دونغشان            |
| Tianjin Airlines       | مطار هوهوت بايتا الدولي                           |